# آرون آرونسون
آرون (هارون) آرونسون (بالإنجليزية: Aaron Aaronsohn، بالعبرية: אהרון אהרנסון) كان عالمًا نبات وعالمًا زراعة ورحّالة ومقاولاً يهوديًا ذا أصل روماني، كما كان رجلًا سياسة صهيونيًا، ولد عام 1876 وتوفي في 15 مايو 1919.